# Ⱶ
Ⱶ, ⱶ, llamada sonus medius (en latín: sonido medio), es una letra en desuso del alfabeto latino, siendo una de las tres letras claudias.

## Uso
Su grafema consiste en una media H o una F sin trazo superior, para representar una vocal corta entre /u/ e /i/ (posiblemente la vocal cerrada central redondeada /ʉ/) antes de una consonante labial. Esto ocurría en palabras latinas como optumus (OPTⱵMUS) y optimus (OPTⱵMUS). 
Posteriormente fue utilizada como una variante de «y» en las traducciones del griego transcribiendo a la upsilon, como en olympicus (OLⱵMPICUS), posiblemente inspirada en una forma antigua de espíritu áspero.

## Tabla de códigos
|     | Mayúsculas | Mayúsculas        | Minúsculas | Minúsculas        |
| --- | ---------- | ----------------- | ---------- | ----------------- |
| Ⱶ ⱶ | U+2C75     | Media H mayúscula | U+2C76     | Media H minúscula |